# Sylva Koscina
Sylva Koscina (n. 22 august 1933, Zagreb, Regatul Iugoslaviei – d. 26 decembrie 1994, Roma, Italia) a fost o actriță italiană de film, originară din Iugoslavia.

## Biografie
Koscina a studiat fizica la Universitatea din Napoli și a lucrat ca fotomodel.
Din 1955 a jucat numeroase roluri de film. Deja al doilea ei film,  Il ferroviere înregia lui Pietro Germi, a fost un film important pentru neorealismul italian și i-a adus recunoașterea. Un alt succes a fost comedia Ladro lui, ladra lei de Luigi Zampa din anul 1958.
În anii următori, Sylva Koscina făcut numeroase filme, alături de parteneri ca Lino Ventura în L'arme à gauche, Horst Buchholz în Operación Estambul și în Johnny Banco, în Deadlier Than the Male, sau în a doua parte a filmului Lupta pentru Roma în regia lui Robert Siodmak. În 1993 a apărut în ultimul ei film C'è Kim Novak al telefono.
Sylva Koscina a murit la Roma, în 1994, în vârstă de 61 de ani, de cancer mamar.

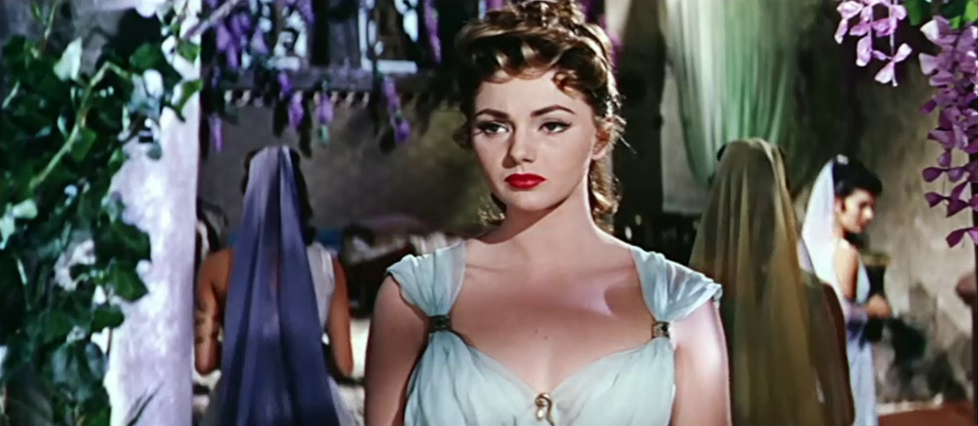
Sylva Koscina în filmul Muncile lui Hercule (1958)

## Filmografie
- 1955 Siamo uomini o caporali
- 1956 Feroviarul (Il ferroviere), regia Pietro Germi
- 1956 Michele Strogoff
- 1957 Guendalina
- 1957 Bunica Sabella (La nonna Sabella), regia Dino Risi
- 1957 La Gerusalemme liberata
- 1957 I fidanzati della morte
- 1958 Muncile lui Hercule (Le fatiche di Ercole), regia Pietro Francisci
- 1958 Racconti d'estate
- 1958 Totò nella luna
- 1958 Totò a Parigi
- 1958 Ladro lui, ladra lei
- 1958 Giovani mariti
- 1958 Ercole e la regina di Lidia
- 1958 La nipote Sabella - Lucia
- 1958 Quando gli angeli piangono -
- 1958 Non sono più guaglione
- 1958 Le naïf aux quarante enfants
- 1958 Neveste periculoase (Mogli pericolose), regia Luigi Comencini
- 1959 Confidentul doamnelor (Le confident de ces dames), regia Jean Boyer
- 1959 Tempi duri per i vampiri
- 1959 La cambiale
- 1959 Le sorprese dell'amore
- 1959 Poveri milionari
- 1959 Femmine tre volte
- 1960 Femmine di lusso
- 1960 I piaceri dello scapolo
- 1961 Ucigașul plătit (Il sicario), regia Damiano Damiani
- 1960 Crimen
- 1960 Gardianul (Il vigile), regia Luigi Zampa
- 1960 L'assedio di Siracusa
- 1960 Le pillole di Ercole
- 1960 Genitori in blue-jeans
- 1960 Le distrazioni
- 1960 Le mogli degli altri
- 1961 Mariti in pericolo
- 1961 Mani in alto
- 1962 L'uomo dalla maschera di ferro
- 1962 il giorno più corto
- 1962 La congiura dei dieci
- 1962 Jessica (film)|Jessica
- 1962 Le massaggiatrici
- 1962 Copacabana Palace
- 1962 La lepre e la tartaruga
- 1962 Il paladino della corte di Francia
- 1963 Le monachine
- 1963 Il fornaretto di Venezia
- 1963 Cyrano e D'Artagnan
- 1963 L'appartemento delle ragazze
- 1963 L'uomo in nero
- 1963 Judex, regia Georges Franju
- 1964 Il triangolo circolare
- 1964 Una storia di notte
- 1964 Sabato 18 luglio
- 1964 Cadavere per signora
- 1964 Amore e vita
- 1964 Se permettete parliamo di donne
- 1964 Troppo caldo per giugno
- 1965 Julietta spiritelor (Giulietta degli spiriti), regia Federico Fellini
- 1965 Corpo a corpo
- 1965 La donna
- 1965 Colpo grosso a Galata Bridge
- 1965 Il morbidone
- 1965 L'autostrada del sole
- 1965 I soldi
- 1965 Made in Italy, regia Nanni Loy
- 1966 Eu, eu, eu... și ceilalți (Io, io, io... e gli altri), regia Alessandro Blasetti
- 1966 Lo straniero di passaggio
- 1966 I sette falsari
- 1966 Più micidiale del maschio
- 1966 Agente X-77 - Ordine di uccidere
- 1966 Layton... bambole e karatè
- 1967 Tre morsi nella mela (Three Bites of the Apple)
- 1967 Johnny Banco
- 1967 I protagonisti
- 1968 La calata dei barbari
- 1968 Guerra amore e fuga
- 1968 Justine ovvero le disavventure della virtù
- 1968 Jim l'irresistibile detective
- 1968 Bătălia pentru Roma I - împărăteasa Teodora
- 1969 Bătălia pentru Roma II - împărăteasa Teodora
- 1969 La moglie nuova
- 1969 L'assoluto naturale
- 1969 Vedo nudo (film din 1969)|Vedo nudo
- 1969 Bătălia de pe Neretva (La battaglia della Neretva), regia Veljko Bulajic
- 1970 Ninì Tirabusciò, la donna che inventò la mossa
- 1970 I lupi attaccano in branco
- 1970 La colomba non deve volare
- 1971 Mazzabubù... Quante corna stanno quaggiù?
- 1971 Nel buio del terrore
- 1971 Homo Eroticus
- 1971 African Story
- 1971 Noi donne siam fatte così!
- 1972 Sette scialli di seta gialla
- 1972 Boccaccio (film din 1972)|Boccaccio
- 1972 La strana legge del dott. Menga
- 1972 Beati i ricchi
- 1972 Lisa e il diavolo
- 1972 Rivelazioni di un maniaco sessuale al capo della squadra mobile
- 1974 Delict din dragoste (Delitto d'amore), regia Luigi Comencini
- 1975 Il cav. Costante Nicosia demoniaco ovvero: Dracula in Brianza
- 1975 La casa dell'esorcismo
- 1975 Casanova & Company
- 1978 L'ingorgo
- 1980 Bărbații de duminica (I seduttori della domenica)
- 1981 Asso
- 1982 Questo e quello
- 1983 Cenerentola '80
- 1983 Mani di fata
- 1987 Rimini Rimini
- 1992 Ricky & Barabba
- 1993 C'è Kim Novak al telefono

## Legături externe
Materiale media legate de Sylva Koscina la Wikimedia Commons
- Sylva Koscina la Internet Movie Database